# Ají limo
El ají limo (en inglés: Lemon Drop pepper, Ají Limón) es una variedad de ají picante que destaca por ser aromático. Se cultiva en el norte del Perú desde el 400 a. C. y puede presentar diferentes colores como amarillo, verde, rojo, anaranjado o morado. El mismo es un condimento popular en el Perú, comúnmente empleado en la preparación del ceviche. Pertenece a la especie Capsicum chinense, aunque diversas fuentes en inglés lo ubican en la especie Capsicum baccatum.
Diversas empresas que comercializan semillas en los Estados Unidos, denominan a la variante amarilla del ají limo como «ají limón», «Lemon Drop» o «Peru Yellow».

## Descripción
Las plantas de la variedad ají limo pueden llegar a medir entre 1,5 a 2 m de alto. El arbusto crece verticalmente y posee numerosas ramificaciones. Las hojas son color verde oscuro y relativamente angostas, los pétalos son blancuzco-verdosos y poseen puntos amarillo-verdosos en su base. El ají limo se destaca por su producción abundante, por año cada planta produce más de 100 frutos. El tiempo entre la fertilización de las flores y la maduración del fruto es de unos 80 días.
El ají presenta pequeños frutos que miden entre 4 a 8 cm de longitud y 2,5 a 3 cm de ancho.

## Variedades
El ají limo posee diversas variantes, entre las que destacan las siguientes:
- Ají moche o mochero: Se caracteriza por su aroma cítrico y su color amarillo brillante.[1][7][8]
- Ají miscucho.
- Ají paringo.
- Ají bola.

## Nivel de picante
Está considerado un ají medianamente picante. En la escala Scoville su grado de pungencia se estima de 30 000 a 50 000 SHUs.